# Roeselia bryophilalis
Roeselia bryophilalis är en fjärilsart som beskrevs av Otto Staudinger 1887. Roeselia bryophilalis ingår i släktet Roeselia och familjen trågspinnare. Inga underarter finns listade.